# San Esteban de Zapardiel
San Esteban de Zapardiel ist ein zentralspanischer Ort und eine Gemeinde (municipio) mit 40 Einwohnern (Stand: 2024) in der Provinz Ávila in der Autonomen Region Kastilien-León. 

## Lage und Klima
San Esteban de Zapardiel liegt auf der Südseite der Sierra de Gredos in der Provinz Ávila in einer Höhe von ca. 780 m. 
Die Entfernung nach Ávila beträgt knapp 65 km (Fahrtstrecke) in südsüdöstlicher Richtung. Das Klima ist gemäßigt bis warm; der Regen (ca. 461 mm/Jahr) fällt mit Ausnahme der trockenen Sommermonate übers Jahr verteilt.

## Bevölkerungsentwicklung
| Jahr      | 1970 | 1981 | 1991 | 2001 | 2011 | 2021 |
| Einwohner | 245  | 160  | 100  | 65   | 54   | 45   |

## Sehenswürdigkeiten
- ehemaliger Verteidigungsturm, Backsteinbauwerk des Gotico-Mudejár
- Kirche Mariä Himmelfahrt

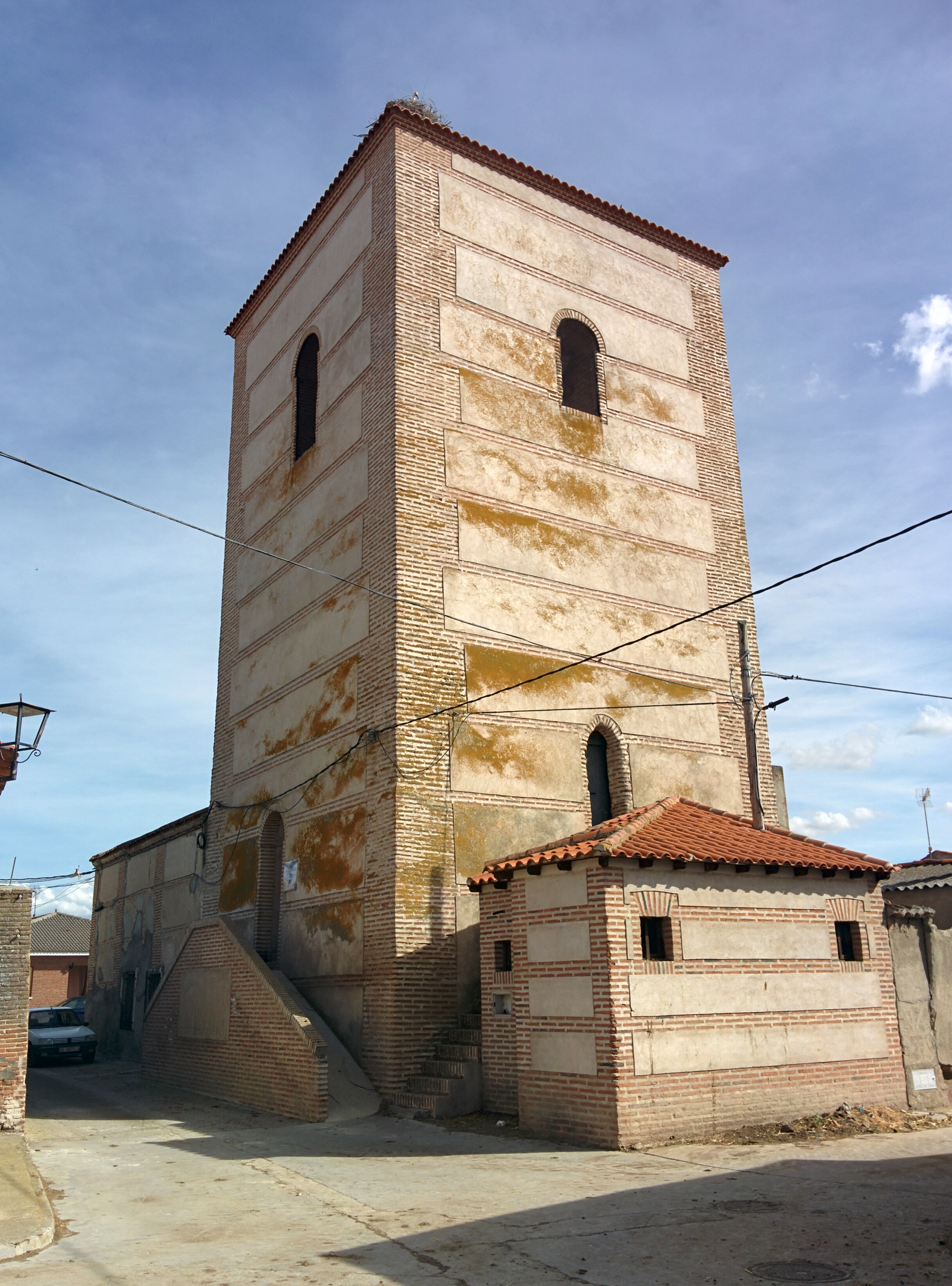
Verteidigungsturm
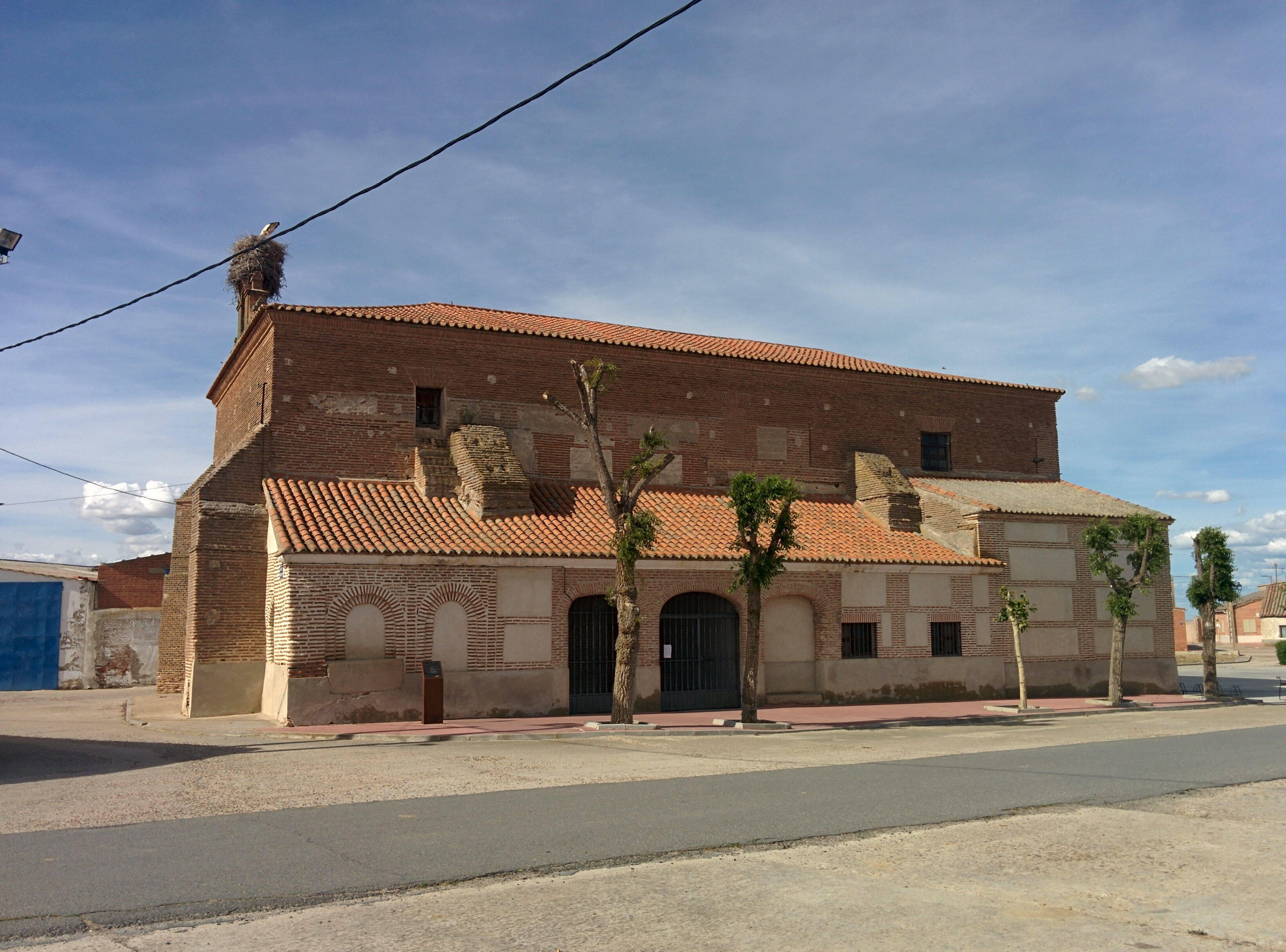
Kirche Mariä Erscheinung